# Kaministiquia
Kaministiquia ist eine Gemeinde im Thunder Bay District der kanadischen Provinz Ontario westlich des Oberen Sees.
Der Ort liegt am Highway 102 etwa 30 km westlich der Stadt Thunder Bay.
Der Trans-Canada Highway verläuft 5 km westlich von Kaministiquia.
Die Einwohnerzahl betrug gemäß dem Zensus im Jahre 2006 587.
Kaministiquia liegt an der Mündung des Matawin River in den Kaministiquia River.